# Allan
Allan er et drengenavn af keltisk oprindelse og af usikker betydning. Mulige betydninger kan være "lille klippe" eller "harmoni". I 2001 var der ifølge Danmarks Statistik 18.583 personer i Danmark med navnet.
I engelsktalende lande kan andre varianter forekomme, mest hyppigt ses nok Alan. Det franske Alain er også i familie med navnet. Disse to navne forekommer også på dansk sammen med varianten Allen.

## Kendte personer med navnet
- Allan Clarke, engelsk sanger.
- Alain Delon, fransk skuespiller.
- Allan Edwall, svensk skuespiller og sanger.
- Alan Greenspan, amerikansk økonom og tidligere chef for den amerikanske centralbank.
- Allan Hansen, dansk fodboldspiller.
- Allen Iverson, amerikansk basketballspiller.
- Alain Juppé, fransk politiker og tidligere premierminister.
- Allan Michaelsen, dansk fodboldspiller.
- Allan Mortensen, dansk sanger.
- Allan Nielsen, dansk fodboldspiller.
- Allan Olsen, dansk musiker og sangskriver.
- Allan Olsen, dansk skuespiller.
- Edgar Allan Poe, engelsk forfatter.
- Alan Rickman, engelsk skuespiller.
- Alan Shearer, engelsk fodboldspiller.
- Alan Shepard, amerikansk astronaut.
- Alan Silitoe, engelsk forfatter.
- Allan Simonsen, dansk fodboldspiller.
- Alan Turing, engelsk matematiker, datalogiens grundlægger.
- Allan Vegenfeldt, dansk musiker og komponist.

## Navnet anvendt i fiktion
- Allan er en person i romanen Nordkraft.
- I flere Tintin-historier kan man finde en skurkagtig sømand ved navn Allan.
- Allan Falk er navnet på en tegneserie og dennes hovedperson, der egentlig er journalist, men fungerer som detektiv.